# Eddie Berganza
Eddie Berganza é um escritor e editor da DC Comics. Durante o período em que responsável por coordenar as histórias publicadas nas quatro séries mensais de histórias em quadrinhos de Superman - Action Comics, Adventures of Superman, Superman e Superman: The Man of Steel -  foi responsável por "reerguer o personagem e tornar suas histórias mais atrativas", tornando as quatro publicações um sucesso de público e crítica no final da década de 1990 e novamente a partir da metade da década seguinte.
Por seu trabalho ele foi tanto indicado ao prêmio de "Melhor Editor" da revista Comics Buyer's Guide em 1999, 2000 e 2001, quanto alvo de inúmeras críticas por leitores em anos posteriores. Sobre as reações dos fãs, declarou, em 2004: "Eu sou aquele que é fácil culpar. Afinal, sou o responsável por contratar as pessoas cujo trabalho você vai gostar ou não. Teoricamente, se você gostar do que acontece numa história que trate, vamos dizer, de Beppo, o Supermacaco, 'parabéns' pro escritor, mas eu não acho que o meu nome vai sequer ser mencionado quanto ao sucesso dessa publicação. Não que eu queira tirar o mérito de alguém, apenas creio que seja mais fácil insultar o editor do que um criador, e eu acabo não recebendo quase nada dos elogios".
Berganza atua esporadicamente também como escritor, tendo sido responsável pelas tiras dos personagens Novos Titãs publicadas em 2009 na coletânea Wednesday Comics, e foi o responsável por coordenar uma série de eventos significativos na história da editora, como a Presidência de Lex Luthor e os crossovers Blackest Night, Brightest Day, Crise Infinita, Crise Final, Flashpoint e Mundos em Guerra.
No final de 2010, após a editora passar por uma profunda reestruturação, Berganza se tornou o editor executivo de toda a linha de quadrinhos do Universo DC - cargo que manteve até 2012, quando foi substituído pela editora Bobbie Chase. À época, as razões para Berganza ter sido demovido não estavam claras. O sucesso de Chase como editora da linha de quadrinhos envolvendo Batman era citado para sua promoção, e algumas fontes haviam informado o jornalista Rich Johnston de que a mudança apenas permitiria que Berganza voltasse a ter mais liberdade para trabalhar como editor nas revistas nas quais já estava envolvido, mas rumores apontavam para "indiscrições" envolvendo funcionárias do sexo feminino. Em novembro de 2017, a DC Entertainment anunciou a demissão de Eddie Berganza, após diversas denúncias de assédio sexual. A decisão da empresa foi comunicada após a publicação de um artigo no site BuzzFeed abordando o assunto.